# Natalja Woronowa
Natalja Władisławowna Woronowa z domu Pomoszczikowa (ros. Наталья Владиславовна Воронова (Помощникова), ur. 9 lipca 1965 w Moskwie) – radziecka, a później rosyjska sprinterka.
Biegała głównie na dystansie 100 i 200 metrów. W 1988 wynikiem 10,98 wyrównała rekord ZSRR na 100 m. Dwukrotnie ustanawiała rekordy kraju w sztafecie 4 × 100 metrów (42,00 Moskwa 1985 & 41,49 Stuttgart 1993) – ten drugi wynik jest aktualnym rekordem Rosji, a także czwartym rezultatem w historii tej konkurencji na świecie. Szósta zawodniczka igrzysk w Seulu i Atlancie w biegu na 100 m. Brązowa medalistka w sztafecie. Mistrzyni świata w tej konkurencji z 1993.

## Osiągnięcia sportowe

### Igrzyska olimpijskie
| Miejsce | Dzień          | Rok  | Miejscowość | Konkurencja        | Czas biegu | Strata   | Zwycięzca                |
| ------- | -------------- | ---- | ----------- | ------------------ | ---------- | -------- | ------------------------ |
| 6.      | 25 września    | 1988 | Seul        | bieg na 100 m      | 11,00 s    | + 0,46 s | Florence Griffith-Joyner |
| brąz    | 1 października | 1988 | Seul        | sztafeta 4 × 100 m | 42,75 s    | + 0,77 s | Stany Zjednoczone        |
| 6.      | 27 lipca       | 1996 | Atlanta     | bieg na 100 m      | 11,10 s    | + 0,16 s | Gail Devers              |
| 4.      | 3 sierpnia     | 1996 | Atlanta     | sztafeta 4 × 100 m | 42,27 s    | + 0,32 s | Stany Zjednoczone        |
| 4.      | 30 września    | 2000 | Sydney      | sztafeta 4 × 100 m | 43,02 s    | + 1,07 s | Bahamy                   |

### Mistrzostwa świata
| Miejsce | Dzień       | Rok  | Miejscowość | Konkurencja        | Czas biegu | Strata   | Zwycięzca         |
| ------- | ----------- | ---- | ----------- | ------------------ | ---------- | -------- | ----------------- |
| 11.     | 30 sierpnia | 1987 | Rzym        | bieg na 100 m      | 11,15 s    | -        | [Silke Gladisch   |
| brąz    | 6 września  | 1987 | Rzym        | sztafeta 4 × 100 m | 42,33 s    | + 0,75 s | Stany Zjednoczone |
| 6.      | 16 sierpnia | 1993 | Stuttgart   | bieg na 100 m      | 11,20 s    | + 0,38 s | Gail Devers       |
| 6.      | 19 sierpnia | 1993 | Stuttgart   | bieg na 200 m      | 22,60 s    | + 0,62 s | Merlene Ottey     |
| złoto   | 22 sierpnia | 1993 | Stuttgart   | sztafeta 4 × 100 m | 41,49 s    | -        | -                 |
| 18.     | 6 sierpnia  | 1995 | Göteborg    | bieg na 100 m      | 11,35 s    | -        | Gwen Torrence     |
| DNF.    | 13 sierpnia | 1995 | Göteborg    | sztafeta 4 × 100 m | -          | -        | Stany Zjednoczone |
| 10.     | 3 sierpnia  | 1997 | Ateny       | bieg na 100 m      | 11,35 s    | -        | Marion Jones      |

### Mistrzostwa Europy
| Miejsce | Dzień       | Rok  | Miejscowość | Konkurencja        | Czas biegu | Strata   | Zwycięzca       |
| ------- | ----------- | ---- | ----------- | ------------------ | ---------- | -------- | --------------- |
| 4.      | 21 sierpnia | 1998 | Budapeszt   | bieg na 200 m      | 22,80 s    | + 0,18 s | Irina Priwałowa |
| 3.      | 22 sierpnia | 1998 | Budapeszt   | sztafeta 4 × 100 m | 42,73 s    | + 0,14 s | Francja         |